# CPython
CPython est l'implémentation de référence du langage Python et l'implémentation par défaut et la plus largement utilisée de ce langage. CPython peut être défini à la fois comme un interpréteur et un compilateur, car il compile le code Python en bytecode avant de l'interpréter.
Il possède une interface avec plusieurs langages, dont le C, dans laquelle il est possible d'écrire explicitement des liaisons dans un autre langage que Python.
Enfin, c'est un logiciel libre.

## Plates-formes supportées
CPython fonctionne sur un très grand nombre de plates-formes :

### Compatible UNIX
- AIX
- BSD
- FreeBSD
- NetBSD
- Linux
- OpenBSD
- Mac OS X
- SPARC Solaris
- autres, IRIX par exemple

OS bureautique :
- Amiga
- AROS
- BeOS
- Mac OS 9
- Microsoft Windows
- OS/2
- RISC OS (précédemment Acorn)

### Embarqué ou spécifique
- GP2X
- Java VM
- Nintendo DS
- Palm OS
- PlayStation 2
- PlayStation Portable
- Psion
- QNX
- Sharp Zaurus
- Symbian OS
- Windows CE/Pocket PC
- Xbox et XBMC
- VxWorks

### Autres systèmes d'exploitation
- OS/400
- OS/390
- Plan 9
- VMS
- z/OS

## Global interpreter lock
CPython utilise un verrou global pour protéger les ressources de l'interpréteur. Un programme Python ne peut donc pas tirer pleinement profit des machines multiprocesseurs à moins d'utiliser des processus séparés plutôt que des processus légers. La présence du GIL simplifie la mise en œuvre de CPython et facilite la mise en œuvre d'applications multithread qui ne bénéficient pas de l'exécution simultanée de code Python. Cependant, sans GIL, les applications de multitraitement doivent s'assurer que tout le code commun est thread-safe.
Bien que de nombreuses propositions aient été faites pour éliminer le GIL, le consensus général a été que dans la plupart des cas, les avantages du GIL l'emportent sur les inconvénients ; dans les quelques cas où le GIL est un goulot d'étranglement, l'application doit être construite autour de la structure multitraitement.
Après plusieurs débats,, un projet a été lancé en 2023 pour proposer de rendre le GIL optionnel à partir de la version 3.13 de Python, dont la sortie est prévue en octobre 2024.

## Extension
Il existe plusieurs méthodes pour écrire des modules d'extensions. La méthode standard consiste à écrire une bibliothèque dynamique en C qui utilise des points d'entrée de l'interpréteur CPython pour manipuler les objets.
Il existe également des générateurs comme SWIG ou cython qui permettent d'utiliser des langages de plus haut niveau.
Il est aussi possible d'utiliser d'autres langages que le C, par exemple Boost pour le C++ ou Pyfort pour Fortran.
À partir de Python 2.5, la bibliothèque standard inclut le module ctypes, une FFI (Foreign function interface) qui permet d'appeler directement une bibliothèque dynamique depuis du code python.

## Implémentation du modèle objet
Les objets CPython sont créés en étendant la structure PyObject, qui contient le compteur de références, les pointeurs utilisés pour le chaînage dans le ramasse-miettes et un pointeur vers la classe de l'objet.

## Gestion de la mémoire
La gestion de mémoire est faite par comptage de référence. Un ramasse-miettes est inclus depuis la version 2.0 pour résoudre les problèmes de cycles.